# Oxyanthus zanguebaricus
Oxyanthus zanguebaricus là một loài thực vật có hoa trong họ Thiến thảo. Loài này được (Hiern) Bridson mô tả khoa học đầu tiên năm 1979.